# Surfaři
Surfaři (Shelter, tj. Úkryt) je americký hraný film z roku 2007, který režíroval Jonah Markowitz podle vlastního scénáře. Snímek měl světovou premiéru na filmovém festivalu Frameline dne 16. června 2007. V ČR vyšel na DVD v roce 2011.

## Děj
Zach bydlí v San Pedru v Kalifornii a věnuje se malování. Chtěl by studovat na umělecké škole, ovšem musí se starat o svou rodinu, kterou tvoří nemocný otec, sestra Jeanne a její pětiletý syn Cody. Ve volném čase vedle malování surfaří se svým nejlepším kamarádem Gabem a chodí se svou dívkou Tori.
Jednoho dne se z Los Angeles vrátí na pár týdnů Gabeův starší bratr Shaun a Zach s ním tráví více času. Shaun podporuje Zacha v jeho snu získat stipendium na umělecké škole. Jejich kamarádský vztah se pomalu mění v milostný poměr. Jeanne varuje Zacha, že Shaun je gay a nelíbí se jí, že její syn Cody je v častém kontaktu se Shaunem. Zach se dostane postupně do sporu se svou sestrou, Zachem i přítelkyní Tori. Zach je přijat na uměleckou školu, v té době mu Jeanne oznámí, že získala dobrou práci v Portlandu, ale nemůže vzít syna s sebou. Zach jí řekne o svém vztahu se Shaunem a o přijetí na školu. Jeanne odjíždí a Zach se Shaunem se budou starat o Codyho.

## Obsazení
| Trevor Wright | Zach   |
| Brad Rowe     | Shaun  |
| Tina Holmes   | Jeanne |
| Jackson Wurth | Cody   |
| Katie Walder  | Tori   |
| Matt Bushell  | Alan   |
| Ross Thomas   | Gabe   |
| Albert Reed   | Billy  |
| Joy Gohring   | Ellen  |

## Ocenění
- Dallas Out Takes: nejlepší film, nejlepší herec (Trevor Wright)
- Glaad Media Awards
- Outfest: cena publika
- Philadelphia International Gay & Lesbian Film Festival: speciální cena
- Seattle Lesbian & Gay Film Festival: cena publika - nejlepší začínající režisér, nejlepší film
- Tampa International Gay and Lesbian Film Festival: cena publika - nejlepší kamera (Joseph White), nejlepší herečka (Tina Holmes), nejlepší herc (Trevor Wright)